# بيتر ويلي
بيتر ويلي (بالإنجليزية: Peter Wiley)‏ هو عازف تشيلو أمريكي، ولد في 1955 في سينسيناتي في الولايات المتحدة.

## وصلات خارجية
- بيتر ويلي على موقع ميوزك برينز (الإنجليزية)
- بيتر ويلي على موقع أول ميوزيك (الإنجليزية)
- بيتر ويلي على موقع ديسكوغز (الإنجليزية)